# Coelodonta
Coelodonta (grec: dent buida) és un gènere extint de rinoceronts que visqueren a Euràsia fa entre 3,7 Ma i 10.000 anys, durant el Pliocè i el Plistocè. Se n'han trobat restes fòssils al Regne Unit, França, Bèlgica, els Països Baixos, Alemanya, Rússia, el Kazakhstan, Mongòlia, la Xina i l'Índia.